# План Реві

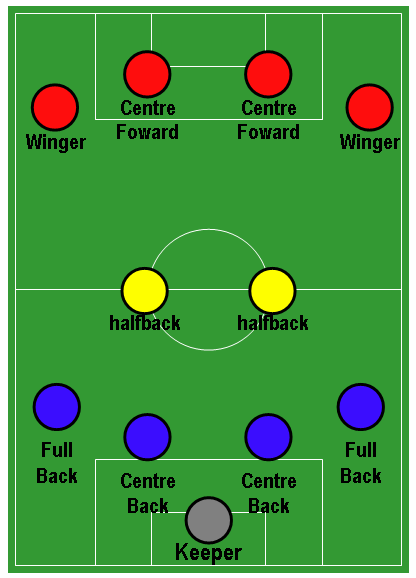
Бразильська система 4-2-4 (план Реві)

План Реві (англ. Revie Plan), частіше відомий як «Бразильська система» — тактична схема ігрової побудови у футболі, названа на честь Дона Реві, відомого гравця «Манчестер Сіті». Подібну систему застосовував його клуб у 1950-ті роки, і Реві відігравав велику роль у виконанні плану цієї системи.

## Суть системи
Схема побудови проста — 4-2-4. Чотири гравці в обороні могли переривати як звичайні атаки, так і контратаки, забезпечуючи відбір м'яча. Два півзахисники могли грати як роль «творців», так і «руйнівників», концентруючись також і на атаці. Чотири форварди могли скористатися тим, що один з гравців відтягував на себе центрального захисника, і могли вриватися в штрафний майданчик і завдавати ударів по воротах. Коли команда оборонялася, глибоко до середини поля поверталися всі 4 нападники, уникаючи офсайду і відкриваючи простір для маневрів.

## Історія

### Угорський зразок
Подібну схему застосовувала збірна Угорщини зразка 1950-х років. Уперше ця система була продемонстрована 25 листопада 1953 року в Лондоні під час товариської гри Англії та Угорщини. Номінальний центрфорвард гостей Нандор Хідегкуті відтягувався назад, змушуючи свого супротивника Гаррі Джонстона йти за ним до середини поля. Англійський захисник, піддаючись на цю хитрість, кидав позицію центрального захисника, відкриваючи доступ чотирьом угорським форвардам. Угорщина розгромила британців 6:3 і стала першою континентальною збірною, котра виграла в Англії в гостях. Остаточно світ прийняв новинку після чемпіонату світу 1958 року, на якому таку розстановку використовувала Бразилія, яка стала чемпіоном.

### План Реві
Коли за підсумками сезону резервісти «Манчестер Сіті» беззастережно зайняли перше місце у своєму турнірі, головного тренера «городян» Лесу Макдауеллу стало ясно, що настав час для змін в основному складі і тактиці. Випадковим чином схема гри угорців прижилася в команді.
Одного дня на тренуванні другої команди «Манчестер Сіті» гравець Джон Вілльямсон вирішив зайняти позицію відтягнутого форварда і створити зв'язку з крайнім півзахисником Бейтсом. Макдауелл оцінив задум Вілльямсона і взяв на озброєння тактику. Вже за два тижні гравці навчилися грати за таким принципом.
Основним гравцем, на плечі якого лягла турбота про відволікання супротивника, став той самий Дон Реві, який створював «трикутник» півзахисту з різними фланговими півзахисниками. Його кращим напарником став Кен Барнс, зв'язка з яким чудово працювала. Для розвитку атаки в команду потім був запрошений воротар Берг Траутманн, який умів вводити м'яч у гру шляхом потужного вкидання рукою. Найчастіше він переправляв м'яч саме на Реві, який і починав свої маневри.
Така система гри допомогла «городянам» гідно виступити в чемпіонаті і дійти до фіналу Кубка 1954/55, але там команда з Манчестера була розбита «Ньюкаслом» з рахунком 3:1 — «сороки» протиставили системі Реві щільну оборону, з якою вдалося впоратися лише одного разу. Тим не менш, через рік «городяни» повторили свій шлях і рівно з тим же рахунком виграли у фіналі Кубка Англії у «Бірмінгема».
Незважаючи на травму воротаря Траутманна, який зламав шию, «Манчестер Сіті» довів гру до кінця і виграв Кубок. Це стало кращим досягненням Дона Реві як гравця. Пізніше він прищеплював цю «угорську» (або «бразильську») систему «Лідсу».